# Чёлушкин, Александр Николаевич
Александр Николаевич Чёлушкин (род. 15 июля 1970, Нижний Тагил, Свердловская область) — советский и российский хоккеист, нападающий, тренер.

## Биография
Воспитанник нижнетагильского «Спутника», тренер Е. И. Усольцев. В составе «Спутника» провёл 13 сезонов (1987/88 — 1989/90, 1993/94, 1994/95 — 1995/96, 1999/2000, 2001/02 — 2006/07). Был капитаном клуба, в 697 матчах забросил 218 шайб, сделал 330 передач.
Также выступал за «Автомобилист»/ «Спартак» / «Динамо-Энергия» Свердловск — Екатеринбург — 1990 (переходный турнир), 1994/95 — МХЛ, 1996/97 — 1997/98 — РХЛ, 1998/99 — высшая лига, за «Ижсталь» Ижевск (1990/91 — 1992/93), «Нефтяник» Альметьевск (2000), «Газовик» Тюмень (2000/01).
В «Спутнике» работал тренером (2008/09 — 2012/13), главным тренером (2013/14, с 28 октября), начальником команды (2014/15 — 2015/16). С мая 2018 — директор ДЮСШ олимпийского резерва «Спутник».